# Bateria Della Grazie
Bateria Della Grazie (malt. Il-Batterija tal-Grazzja, ang. Della Grazie Battery), znana też jako Bateria Xgħajra (malt. Il-Batterija tax-Xgħajra, ang. Xgħajra Battery) jest to bateria artyleryjska w miejscowości Xgħajra na Malcie. Została zbudowana przez Brytyjczyków w latach 1888-1893. Bateria znajduje się na wschodnim brzegu Grand Harbour, pomiędzy fortem Saint Rocco i fortem Saint Leonardo. Jest teraz w podupadłym stanie; część baterii używana jest jako town hall (ratusz) miasta Xgħajra.

## Historia
Budowę baterii rozpoczęto w październiku 1888 roku, zakończono w marcu 1893 roku. Koszt całkowity wyniósł £16 344. Bateria została skonstruowana w celu pełnego wykorzystania możliwości ulepszonych dział ładowanych od zamka, które wchodziły do służby. Bateria wyposażona została w dwa 6-calowe i dwa 10-calowe działa ładowane od zamka (BL) na chowanych mocowaniach.
Bateria otrzymała formę fortu poligonalnego, w kształcie nieregularnego sześciokąta, z dwoma kaponierami osłaniającymi czołowy rów obronny. Wejście do obiektu jest przez bramę i groblę na tylnym rowie.
Bateria wzięła swoją nazwę od dużo wcześniejszej wieży Wignacourt – wieży Santa Maria delle Grazie – stojącej blisko dzisiejszej lokalizacji baterii. Wieża została zburzona, aby oczyścić pole ognia baterii.
Bateria została opuszczona w roku 1910, a jej działa usunięto. W czasie II wojny światowej była używana jako bateria reflektorów obrony wybrzeża. Dobudowano w tym czasie kilka obiektów, które mieściły reflektory.

## Współcześnie
Bateria jest pod opieką Xgħajra Local Council. Część baterii służy społeczności lokalnej jako town hall (ratusz), kiedy reszta została częściowo odnowiona przy współpracy z Fondazzjoni Wirt Artna. Zaplanowane było, że bateria będzie otwarta dla publiczności i stanowić będzie lokalne miejsce spotkań – Battery Park. Aktualnie bateria jest zaniedbana, większość jej elewacji odpadła od rowu obronnego.
W roku 2015 bateria została wytypowana jako możliwe miejsce na kampus powstającego American University of Malta. Nie została jednak wybrana, a kampus został rozdzielony pomiędzy dok nr 1 w Cospicua i Żonqor Point w Marsaskala.

## Galeria
Galeria zdjęć poniżej pokazuje, w kierunku przeciwnym do ruchu wskazówek zegara, widok baterii od zewnątrz. Tylna część lewej fosy oraz prawa część tylnej fosy są w rękach prywatnych, i nie było można ich fotografować.

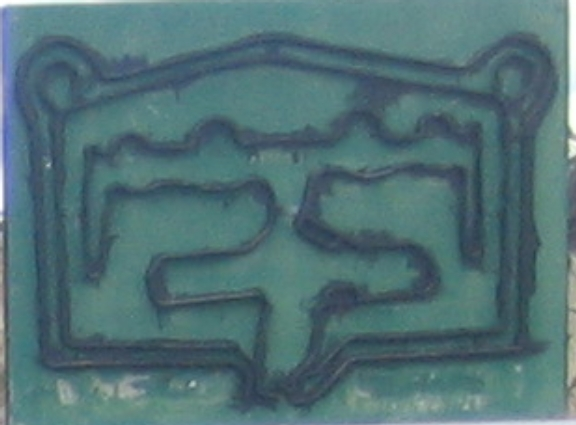
Widok baterii, detal z opisu obok bramy
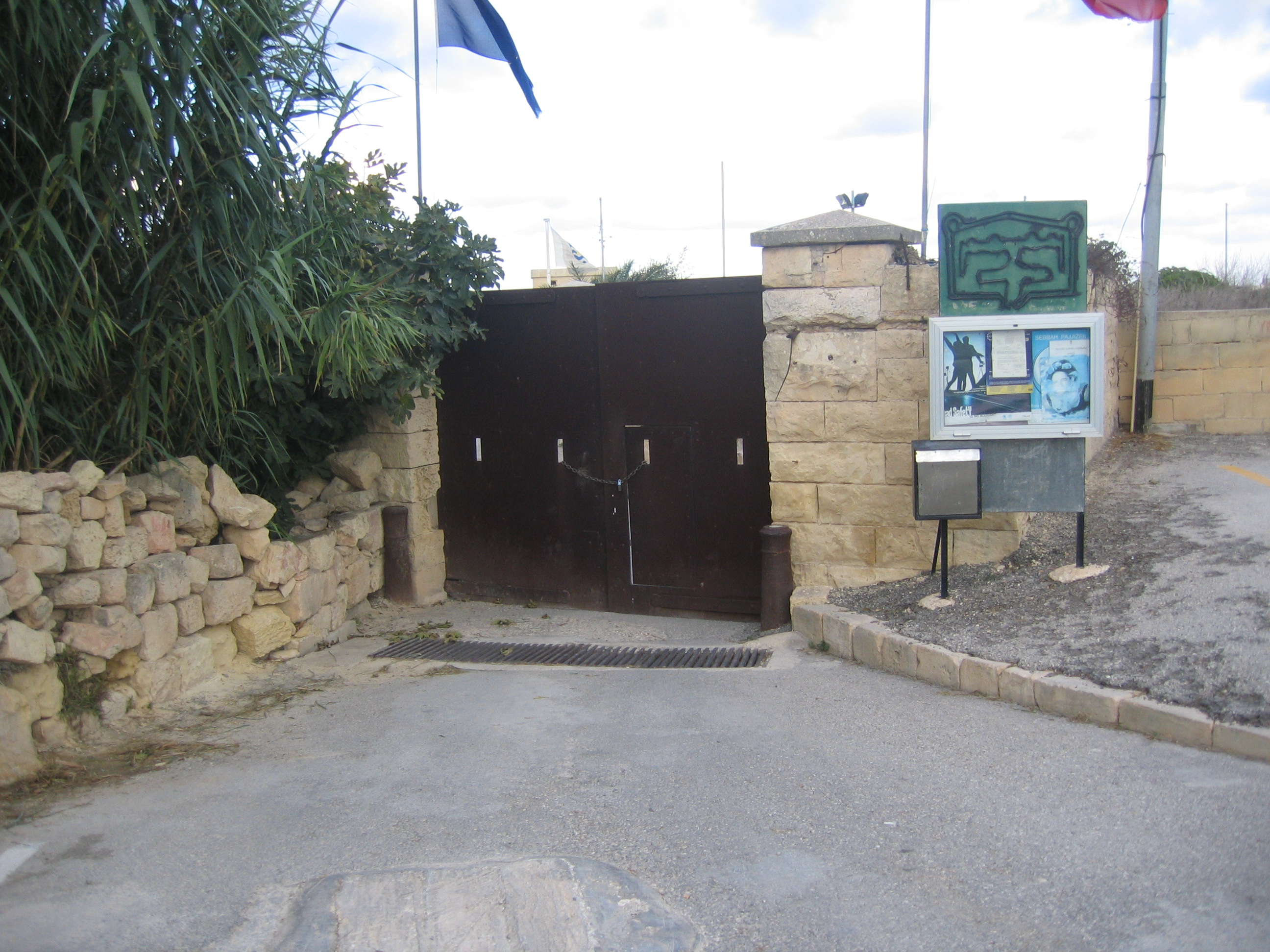
Współczesna brama, zamykająca groblę
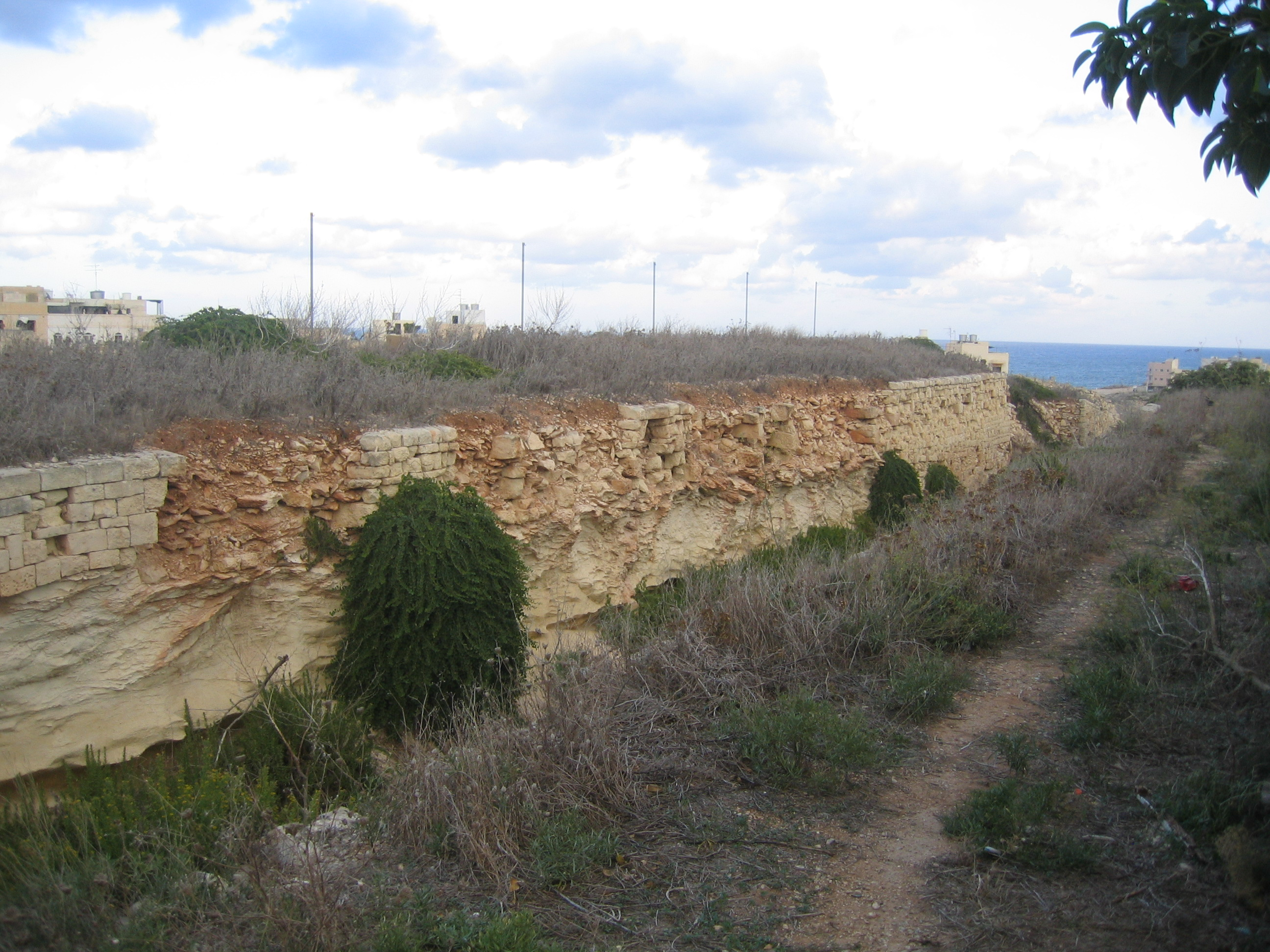
Widok wzdłuż tylnej fosy, od strony grobli
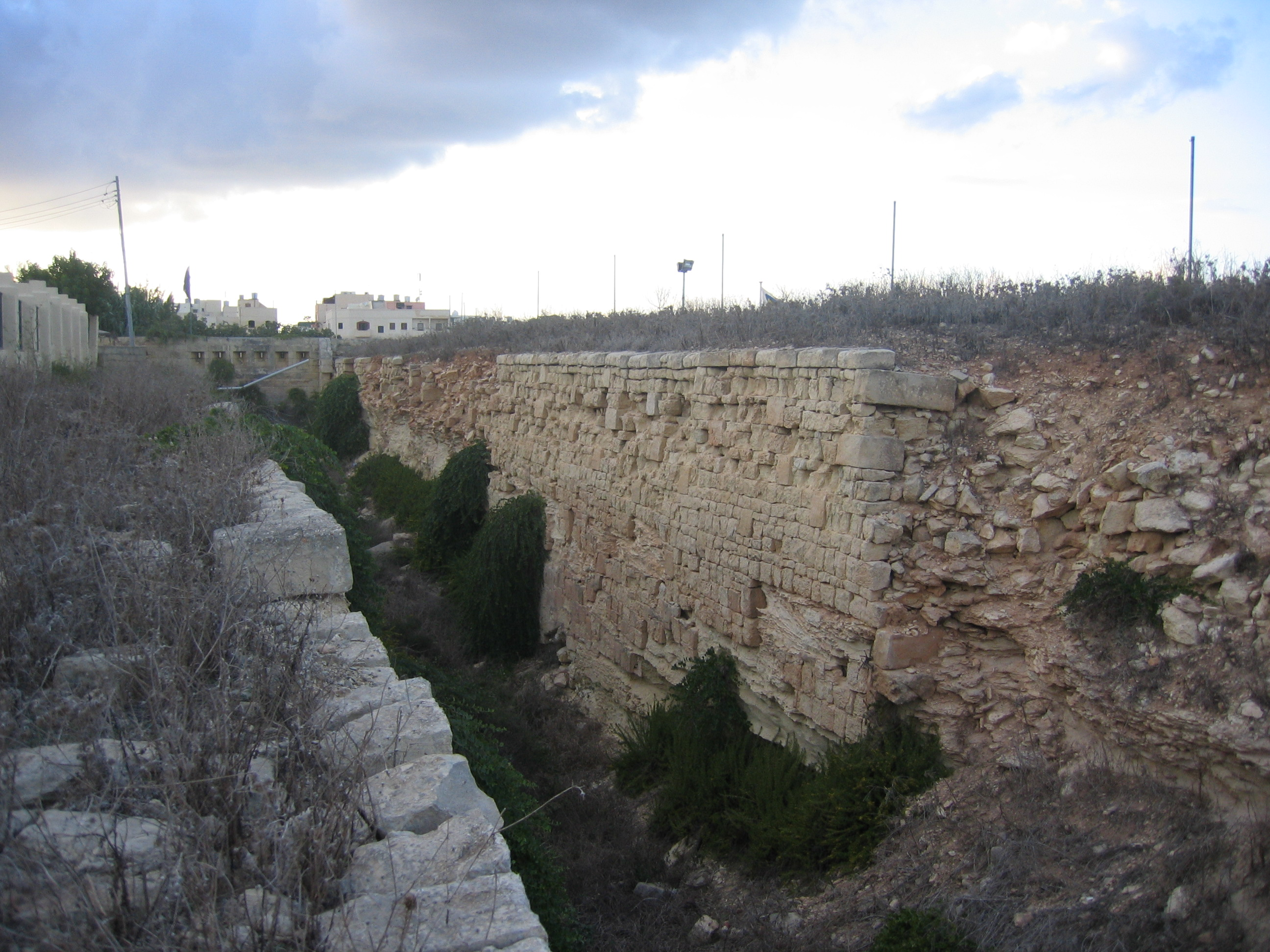
Widok wzdłuż tylnej fosy w kierunku grobli
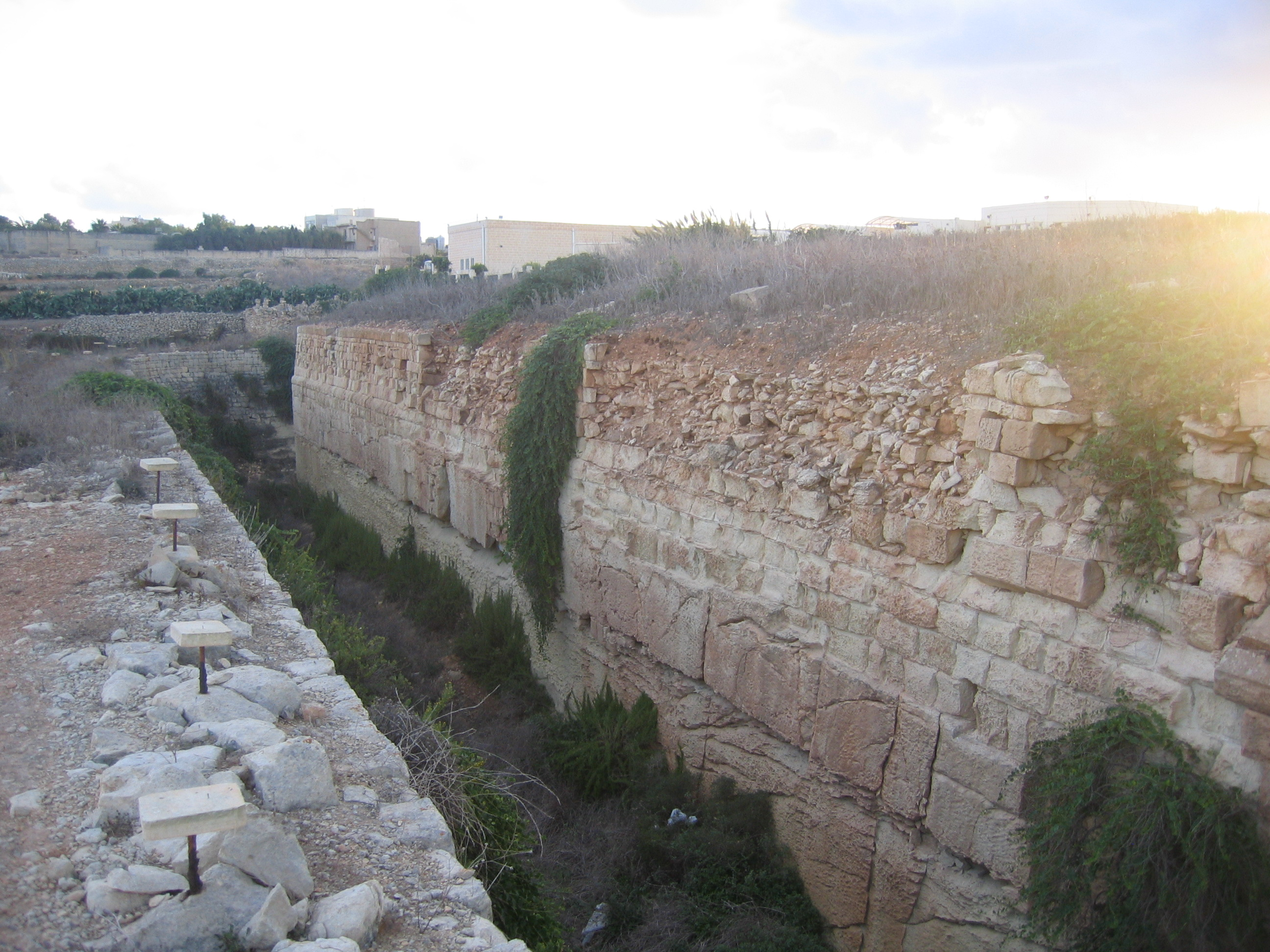
Patrząc wzdłuż prawej fosy w kierunku tyłu baterii
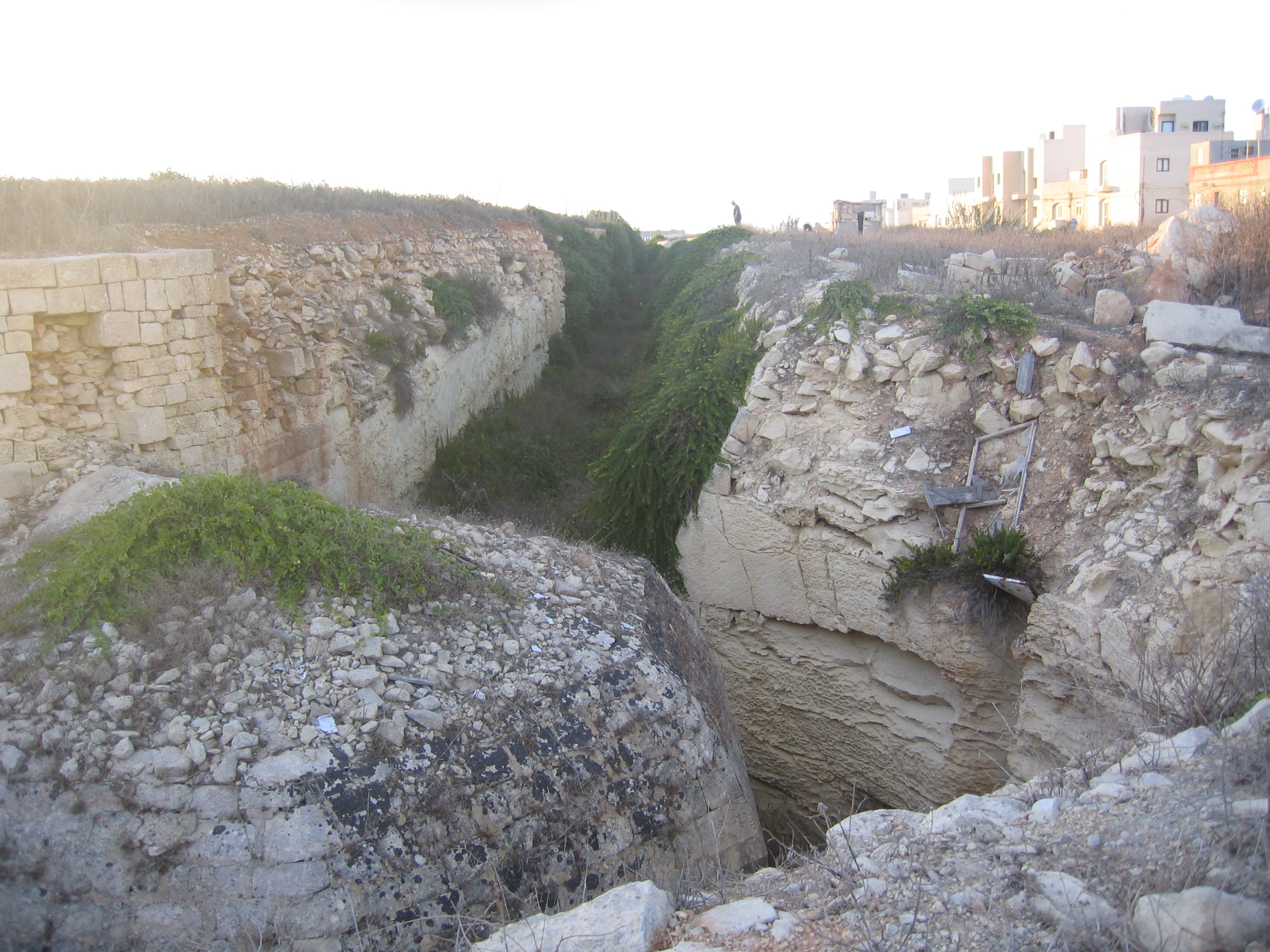
Patrząc w dół przedniej fosy, wzdłuż linii ognia prawej kaponiery
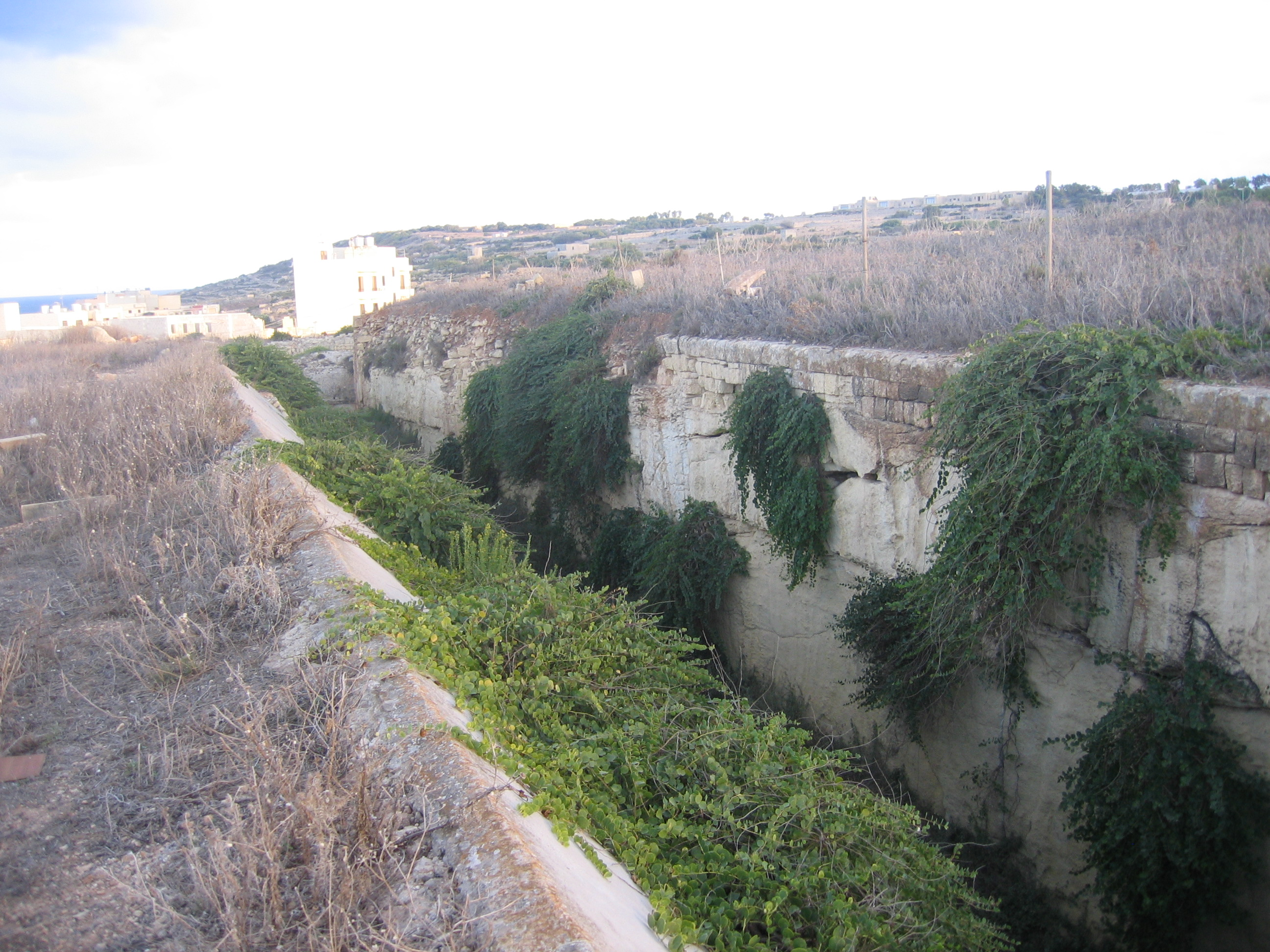
Widok wzdłuż przedniej fosy, patrząc w kierunku prawej kaponiery
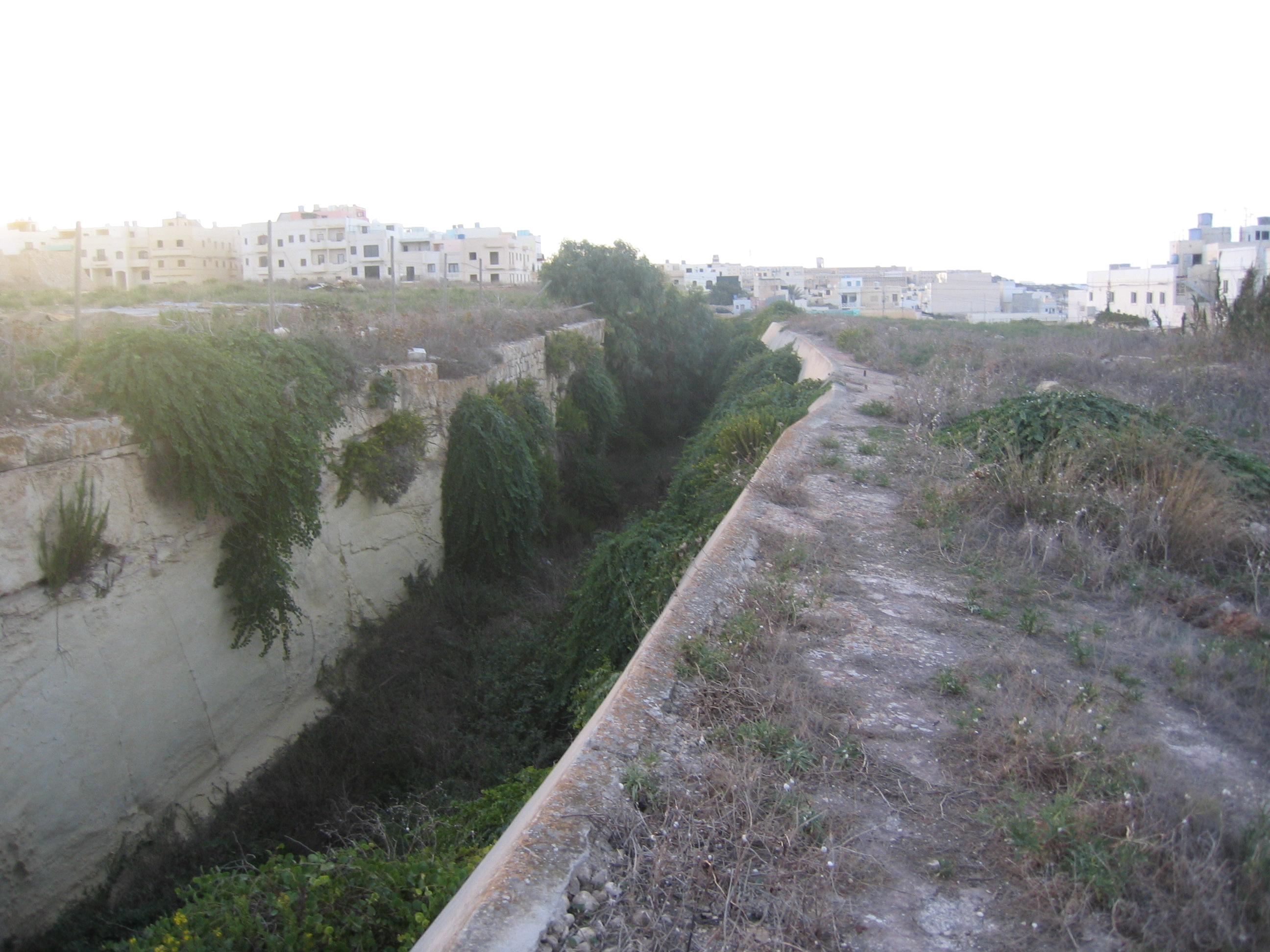
Widok wzdłuż przedniej fosy w kierunku lewej kaponiery (w oddali)
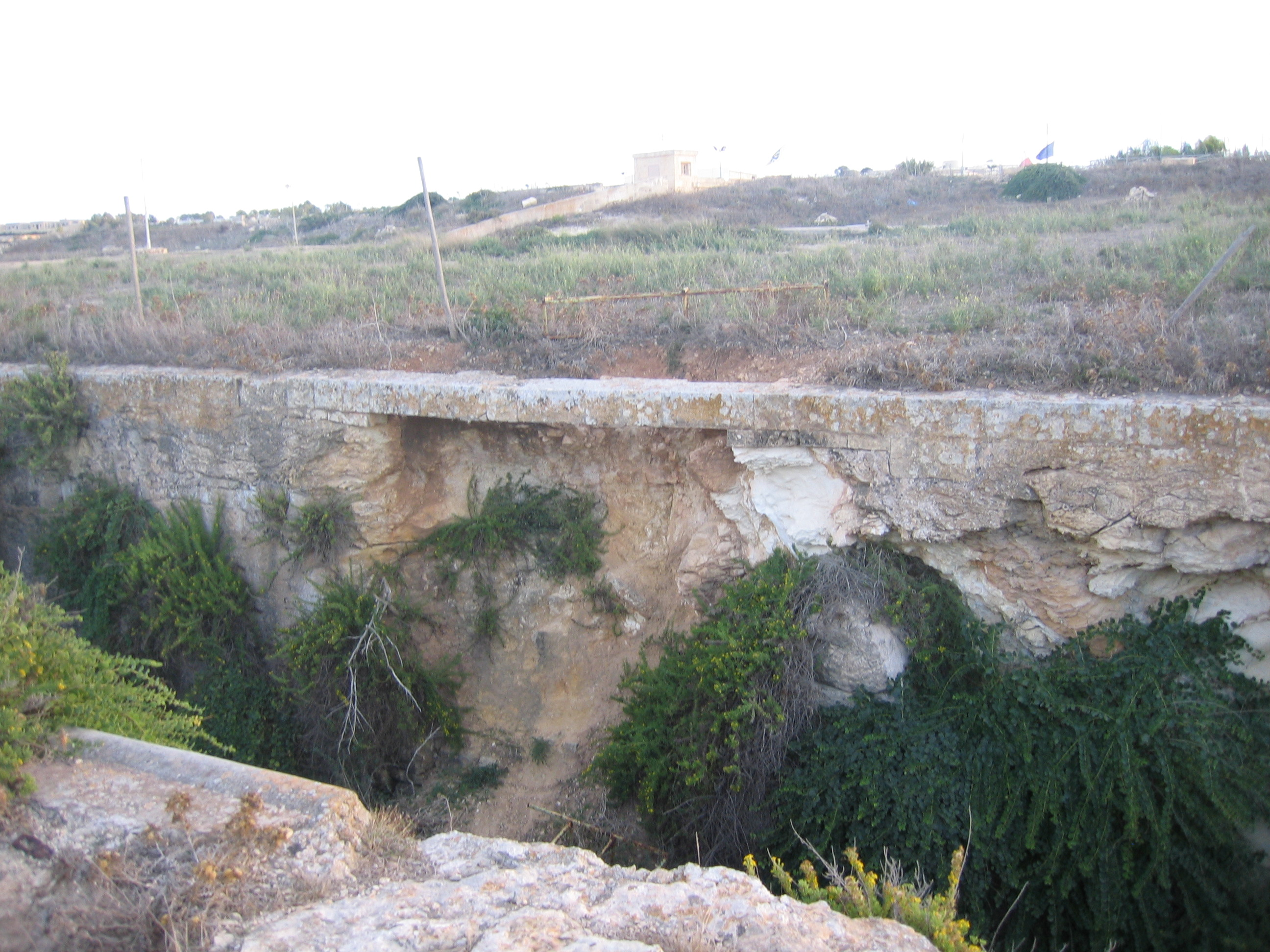
Widok do środka baterii ponad przednią fosą
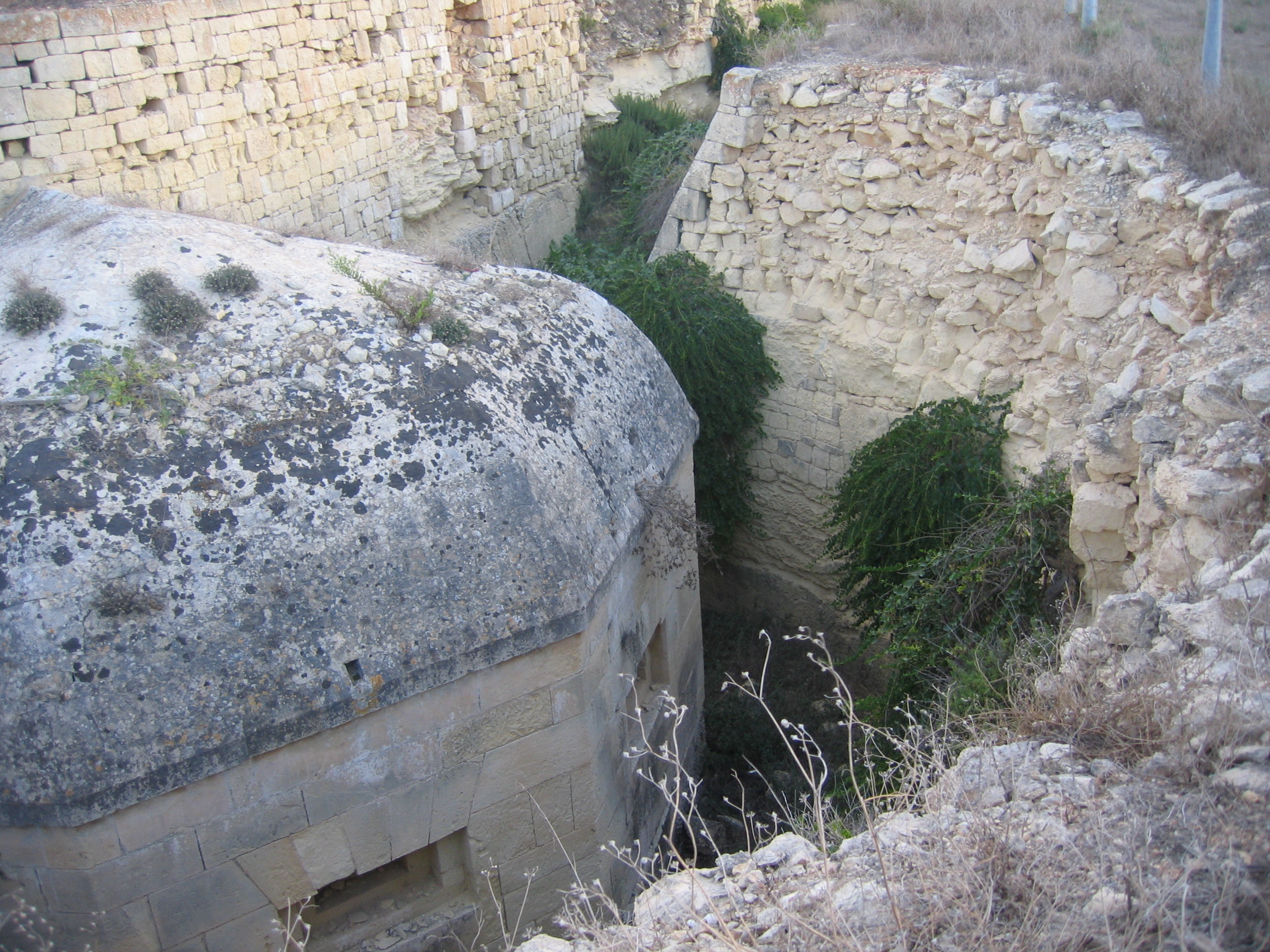
Bomboodporny dach lewej kaponiery
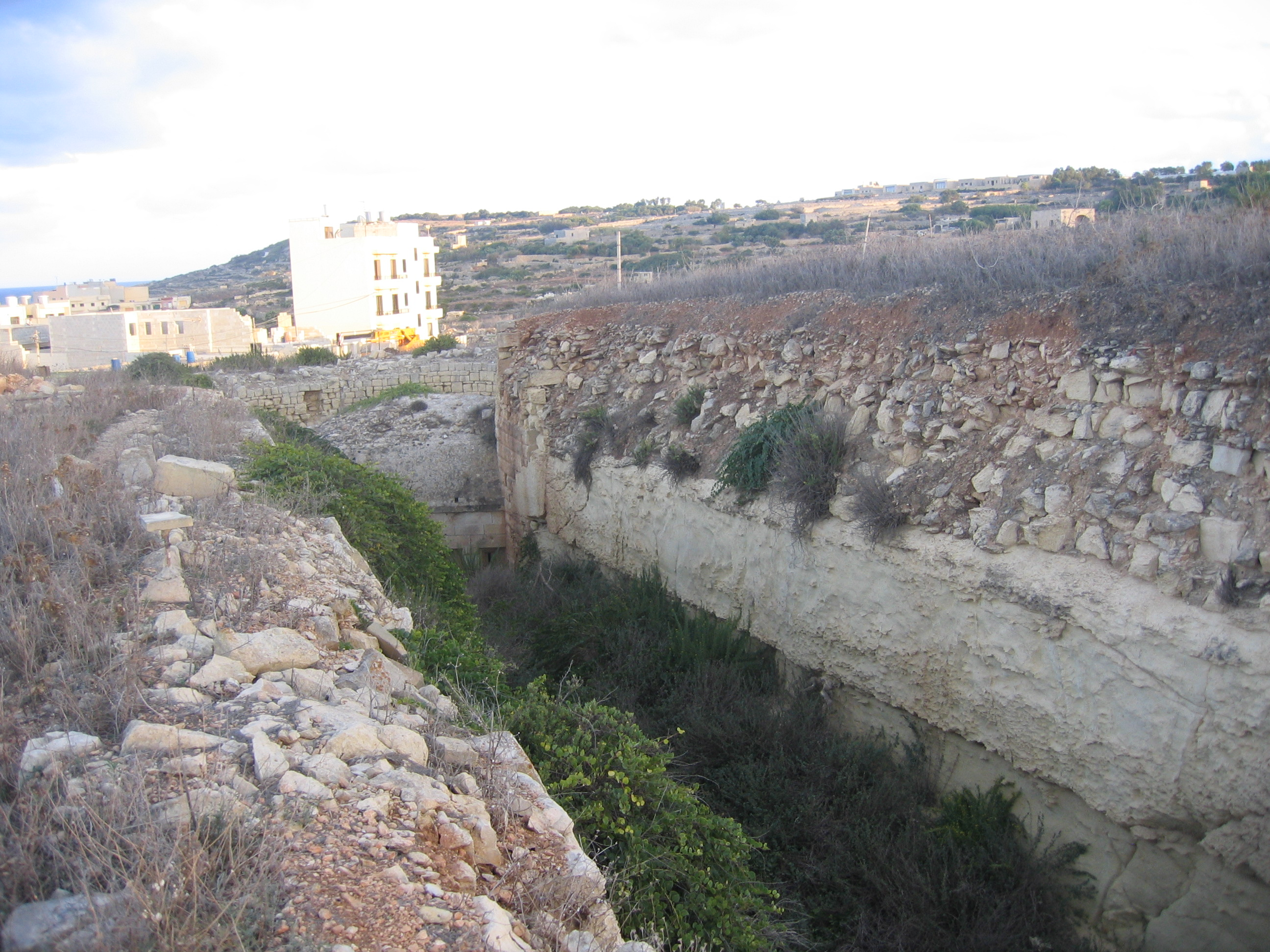
Patrząc wzdłuż lewej fosy, z lewą kaponierą umiejscowioną w fosie